# Jammie Robinson
Jammie L. Robinson (Cordele, Georgia; 24 de enero de 2001) más conocido como Jammie Robinson, es un jugador profesional estadounidense de fútbol americano, se desempeña en la posición de safety en Carolina Panthers, en la National Football League (NFL).

## Carrera
Hizo su debut profesional con el equipo Carolina Panthers, lleva jugando una temporada, comenzó en el 2023.